# Benninkmolen
De Benninkmolen is een korenmolen aan de Varsseveldseweg in Doetinchem in de Nederlandse provincie Gelderland. Het is een houten achtkante stellingmolen op een gemetselde voet die in 1921 werd gebouwd ter vervanging van een grondzeiler op dezelfde plaats. De molen had zelfzwichting op de binnenroede. Na korte tijd raakte de Velsmolen buiten gebruik en raakte in verval. Op een zeker moment werd de molen zelfs oefenobject voor de plaatselijke brandweer.
In 1980 werd de molen gerestaureerd, waarbij hij zijn huidige naam kreeg. Voordien werd zij Velsmolen genoemd.
De roeden van de Benninkmolen zijn 23,10 meter lang en zijn voorzien van het oudhollands hekwerk met zeilen. De inrichting bestaat uit twee koppels maalstenen. Thans stelt een vrijwillig molenaar de molen op dinsdag, vrijdag en zaterdag van 09:00 tot 15:00 uur in bedrijf.

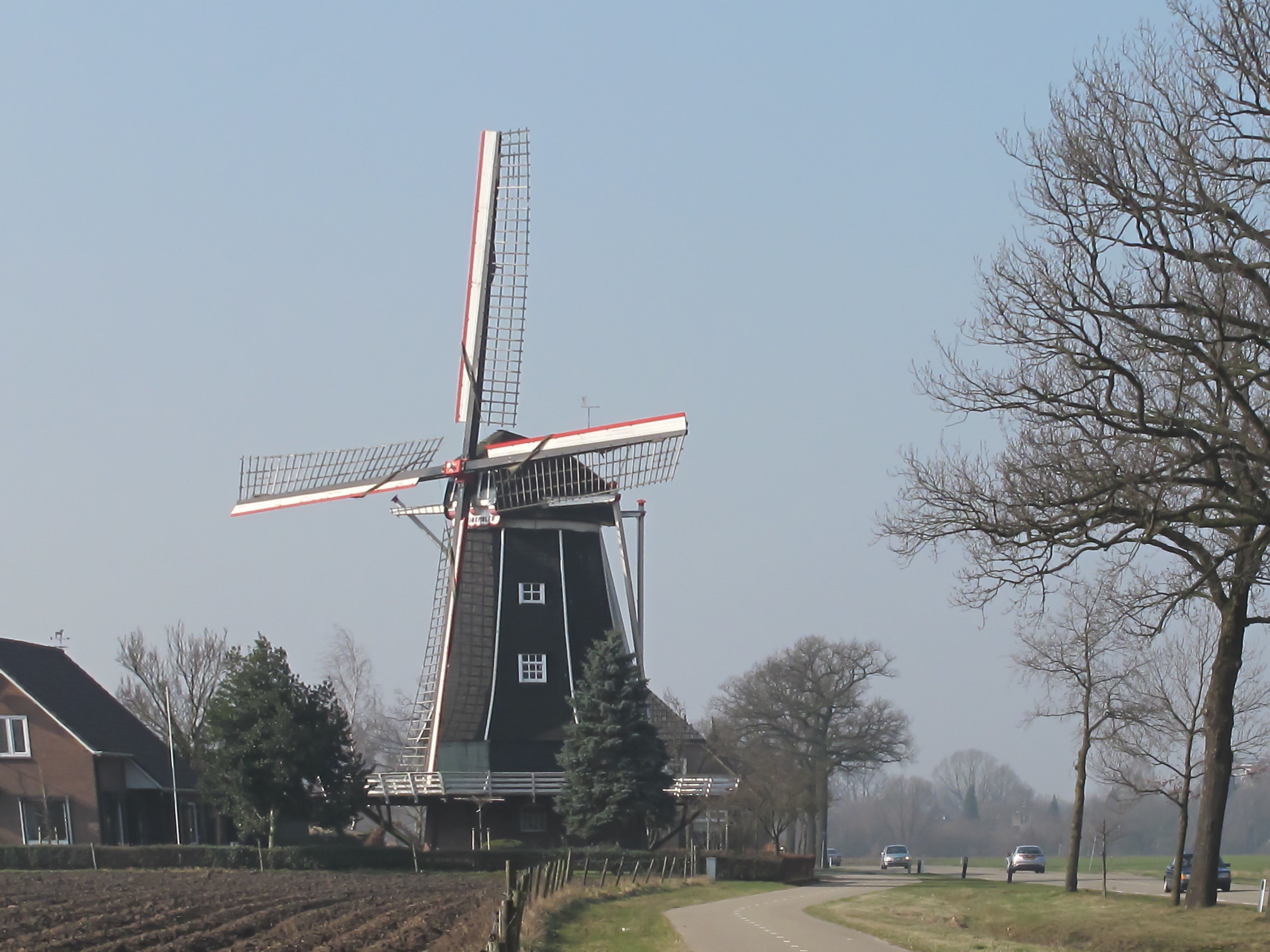
Doetinchem, de Benninkmolen